# Regione di N'Zi
La regione di N'Zi è una delle 31 regioni della Costa d'Avorio. Situata nel distretto di Lacs, ha per capoluogo la città di Dimbokro ed è suddivisa  in tre dipartimenti: Bocanda,  Dimbokro e Kouassi-Kouassikro.
La popolazione censita nel 2014 era pari a 247.578 abitanti.